# نيرفا (ولبة)
بلدية نيرفا (بالإسبانية: Nerva) هي بلدية تقع في مقاطعة ولبة التابعة لمنطقة أندلوسيا جنوب إسبانيا.

## الديموغرافيا
بلغ عدد سكان بلدية نيرفا 5.831 نسمة عام 2011 (وفقاً للمعهد الوطني الإسباني للإحصاء).
| 6.594 | 6.475 | 6.196 | 5.936 | 5.991 | 6.000 | 5.831 |

## أعلام
- دانيال فاسكيز دياز
- خوان غارسيا دياز